# Garbeau de l'Épicerie

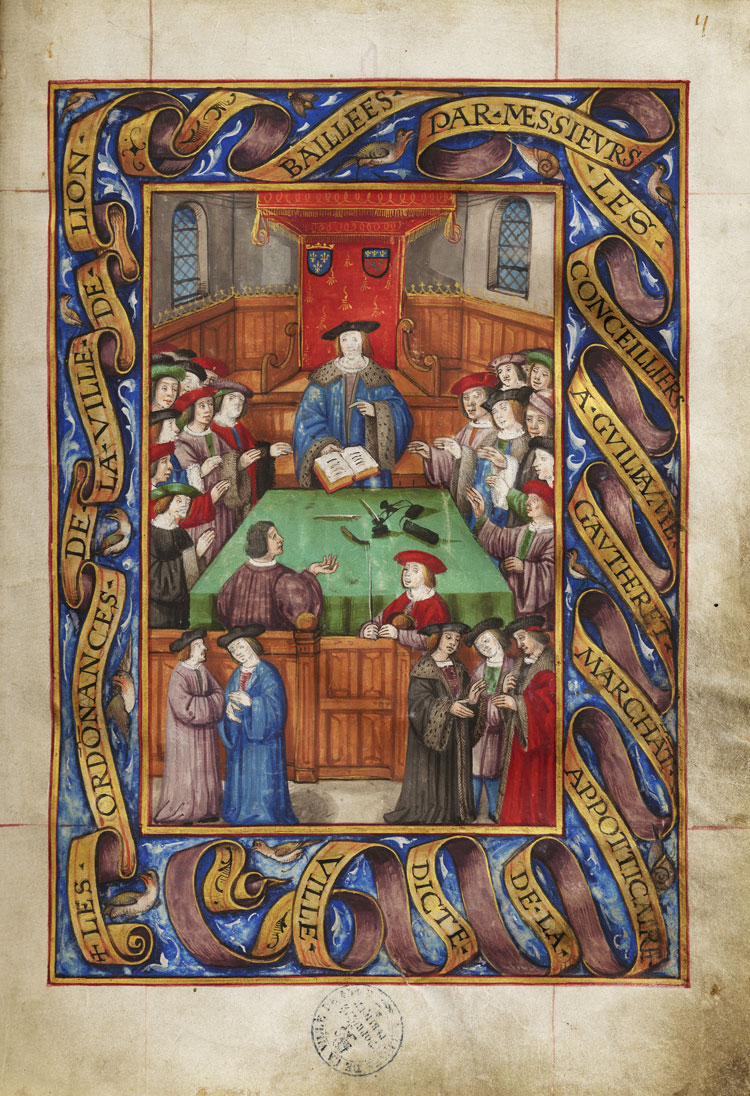
Guillaume Gautheret élu garbeleur par le consulat de la ville de Lyon. Miniature du Garbeau de l'épicerie, f.2r.

Le Garbeau de l'Épicerie est un manuscrit écrit en 1519 et reprenant l'ordonnance du commerce des épices dans la ville de Lyon. Ce document est célèbre par les deux enluminures réalisées par Guillaume II Le Roy représentant l'investiture du receveur des taxes sur les épices, l'apothicaire Guillaume Gautheret. Il est conservé aux Archives municipales de Lyon (CC 4292).

## Contexte et histoire
En 1519, un garbeleur est nommé à Lyon par le consulat de la ville. Guillaume Gautheret, marchand apothicaire de la ville, fait réaliser une copie des ordonnances du garbeau et fait orner cette dernière d'une enluminure, qui célèbrent son accession à cette importante fonction. Les marchandises arrivant à Lyon étaient frappées, entre autres, du droit de garbeau. À partir de Louis XI, cette taxe prend une certaine importance.
Cette commande d'enluminure relève d'un acte privé, il n'en existe pas de trace dans les comptes municipaux.

## Attribution
Cette œuvre a été attribuée à Guillaume II Le Roy en deux temps. Julien Baudrier attribue ces enluminures à un artiste qu'il nomme le « Maître du Nombril ». Par la suite, il rapproche cette personne du fils de l'imprimeur Guillaume le Roy. Dans un second temps, Alice et Henri Joli reconstituent le corpus d'œuvre de Guillaume II le Roy et intègrent de manière convaincante le Garbeau de l'Épicerie en son sein,.

## Description

### Le Texte
Le manuscrit est rédigé en moyen français. Le titre du manuscrit est « Calcabeau des grabelles sur les drogues et épiceries ». Les pages 2 et 3 sont ornées de l'enluminure de Guillaume II le Roy. Les 17 folios suivants comprennent l'ordonnance de taxation et de vérification des épices avec une longue liste de toutes les épices concernées. Les folios 18v° à 20 contiennent les mesures pour donner une partie de cette taxe à l'hôtel-Dieu pour les pauvres et malades. Le folio 20 décrit le tarif des taxes. Le folio 21 indique la rémunération des inspecteurs. Le reste du manuscrit contient d'autres ordonnances mineures.

### Enluminures de Guillaume II le Roy

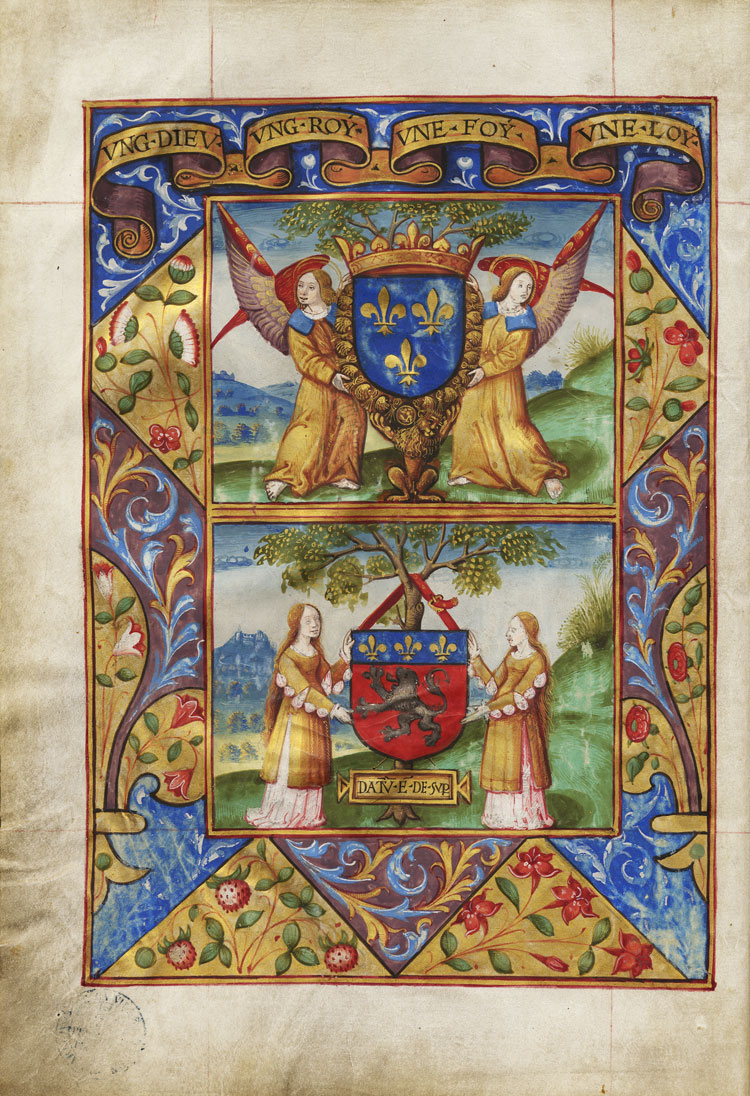
Première miniature du manuscrit, f.1v.

Les deux enluminures sont présentes aux folios 1v et 2. Elles sont réalisées en gouache et or sur parchemin et sur des feuillets de 33,4 cm de haut et 23,8 cm de large.
La première est divisée en deux registres l'un au-dessus de l'autre, séparés par un encadrement. En haut est représenté les armes royales soutenues par un lion, entourées par le collier de Saint-Michel et de deux anges. Dans le registre inférieur se trouve l'écu aux armes de la ville de Lyon accroché à un arbre par deux jeunes femmes et un écriteau portant les mots « Datum est de super ». Cette première illustration est typique du style de Guillaume II Le Roy. Les motifs sont également typiques de ce genre de représentation. Ainsi, les anges vêtus de blancs et les jeunes filles se retrouvent dans nombre d'enluminures de la fin du XVe siècle. L'écu accroché à un arbre est lui un motif récurrent de la fin du Moyen Âge. La figure du lion, bien que maladroitement réalisée, est également usuelle. Cette page exalte fortement le prestige du souverain, et y associe la figure de la cité.
Le second feuillet porte une enluminure montrant l'élection par le consulat de Gautheret à sa fonction. Elle est accompagnée d’une inscription sur le phylactère de la bordure : « Les ordonnances de la ville de Lion baillées par messieurs les conceillers à Guillaume Gautheret, marchant appotticaire de la dicte ville ». Ce type d'enluminure est exceptionnel, les séances municipales n'étant que très rarement honorées de cette manière. Une balustrade divise l'image en deux plans. Au premier plan, le président et le mandeur font face à un personnage de dos en vêtement violet, qui est interprété comme étant le marchand Gautheret. Le président faisant un geste et tenant un livre ouvert, on en déduit qu'il s'agit de la représentation même de la désignation à la charge de garbeleur.